# Clare (Nouvelle-Écosse)
Clare, communément appelée la Baie-Sainte-Marie, est une municipalité de district du comté de Digby, au sud-ouest de la Nouvelle-Écosse, au Canada.

## Géographie
Clare est situé à 260 kilomètres de route à l'ouest d'Halifax, au bord de la baie Sainte-Marie. La municipalité a une superficie de 852,82 km2.

### Hydrographie
Les principaux cours d'eau se déversant dans la baie Sainte-Marie sont, du nord au sud, la rivière Sissibou, la rivière Belliveau, la rivière Meteghan et la rivière au Saumon. D'autres cours d'eau dont l'embouchure se trouve plus au sud, dans l'océan Atlantique, coulent aussi dans l'est du territoire. Les principaux sont, d'ouest en est, la rivière Carleton, la rivière Caribou et la rivière Tousquet.
Le territoire compte de nombreux lacs importants.

### Quartiers
La municipalité de Clare est composée de plusieurs villages. Du nord-est au sud-ouest, en longeant la côte : St-Bernard, L'Anse-des-Belliveau, Grosses Coques, Pointe-de-l'Église, Petit-Ruisseau, Comeauville, Saulnierville, Meteghan River, Meteghan, L'Anse-à-l'ours, Saint-Alphonse et Mavillette.

## Histoire
Le nom Clare est d'origine irlandaise[réf. nécessaire].

## Démographie
Il y avait 8 813 habitants en 2006, comparativement à 9 067 en 1996, soit une baisse de 2,8 % en dix ans. L'âge médian est de 46,0 ans, comparativement à 41,8 pour la province. 88,6 % de la population est âgée de plus de 15 ans, comparativement à 84,0 % pour la province.
Le français est la langue maternelle de 65,8 % des habitants, 31,7 % sont anglophones, 1,5 % sont bilingues et 1,0 % sont allophones. 74,9 % de la population sait communiquer dans les deux langues officielles, 2,8 % sont unilingues francophones et 22,3 % sont unilingues anglophones. Le français est parlé à la maison par 62,8 % des gens, l'anglais par 35,7 %, les deux langues par 1,2 %, le français et une langue non officielle par 0,1 % et une langue non officielle par 0,3 % de la population. Le français est la langue de travail de 46,3 % des employés, l'anglais de 47,5 %, les deux langues de 10,0 % et 0,2 % utilisent une langue non officielle.
| 1991  | 1996  | 2001  | 2006  | 2011  | 2016  | 2021  |
| ----- | ----- | ----- | ----- | ----- | ----- | ----- |
| 9 654 | 9 298 | 9 067 | 8 813 | 8 319 | 8 018 | 7 678 |

## Administration
| Période                                  | Période      | Identité       | Étiquette | Qualité |
| ---------------------------------------- | ------------ | -------------- | --------- | ------- |
| 1988                                     | 2012         | Jean Melanson  |           |         |
| 2012                                     | 2021         | Ronnie Leblanc |           |         |
| 2021                                     | Actuellement | Eric Pothier   |           |         |
| Les données manquantes sont à compléter. |              |                |           |         |

## Économie

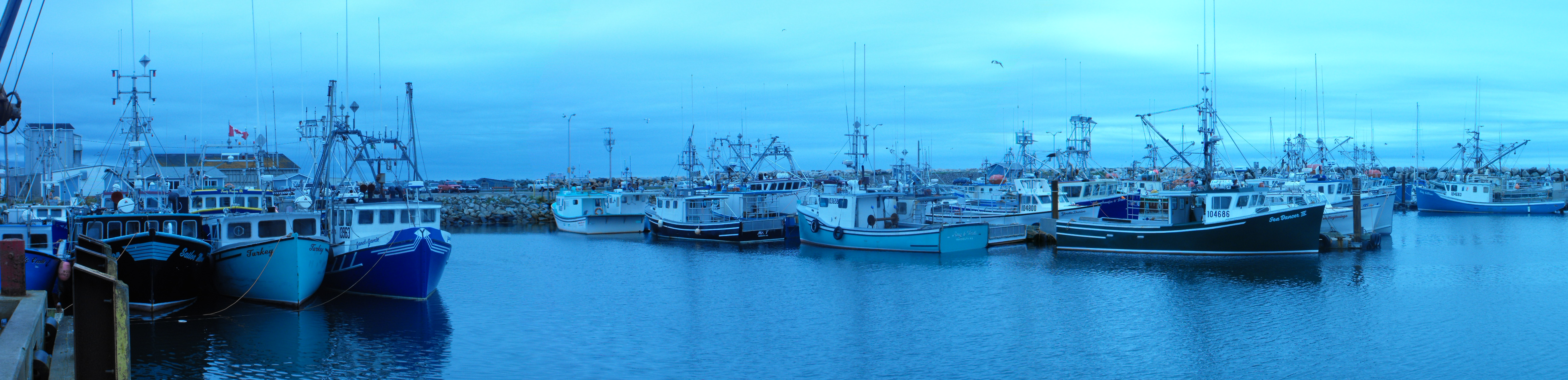
Le port de Meteghan

Chez les habitants âgés de plus de 15 ans, le taux d'activité est de 59,5 %, le taux d'emploi est de 51,7 % et le taux de chômage est de 12,9 %. À titre de comparaison, ceux de la province sont respectivement de 62,9 %, 57,2 % et 9,1 %.
Parmi ces emplois, on en dénombre 17,6 % dans l'agriculture (5,8 % au provincial), 7,7 % dans la construction (6,4 % au provincial), 15,4 % dans la fabrication (8,9 % au provincial), 2,9 % dans le commerce de gros (3,5 % au provincial), 12,6 % dans le commerce au détail (12,5 % au provincial), 2,8 % dans les finances et l'immobilier (4,6 % au provincial), 10,9 % dans la santé et les services sociaux (11,7 % au provincial), 10,5 % dans l'enseignement (7,4 % au provincial), 7,5 % dans les services de commerce (12,3 % au provincial) et 11,9 % dans les autres services (21,9 % au provincial).

## Vivre à Clare

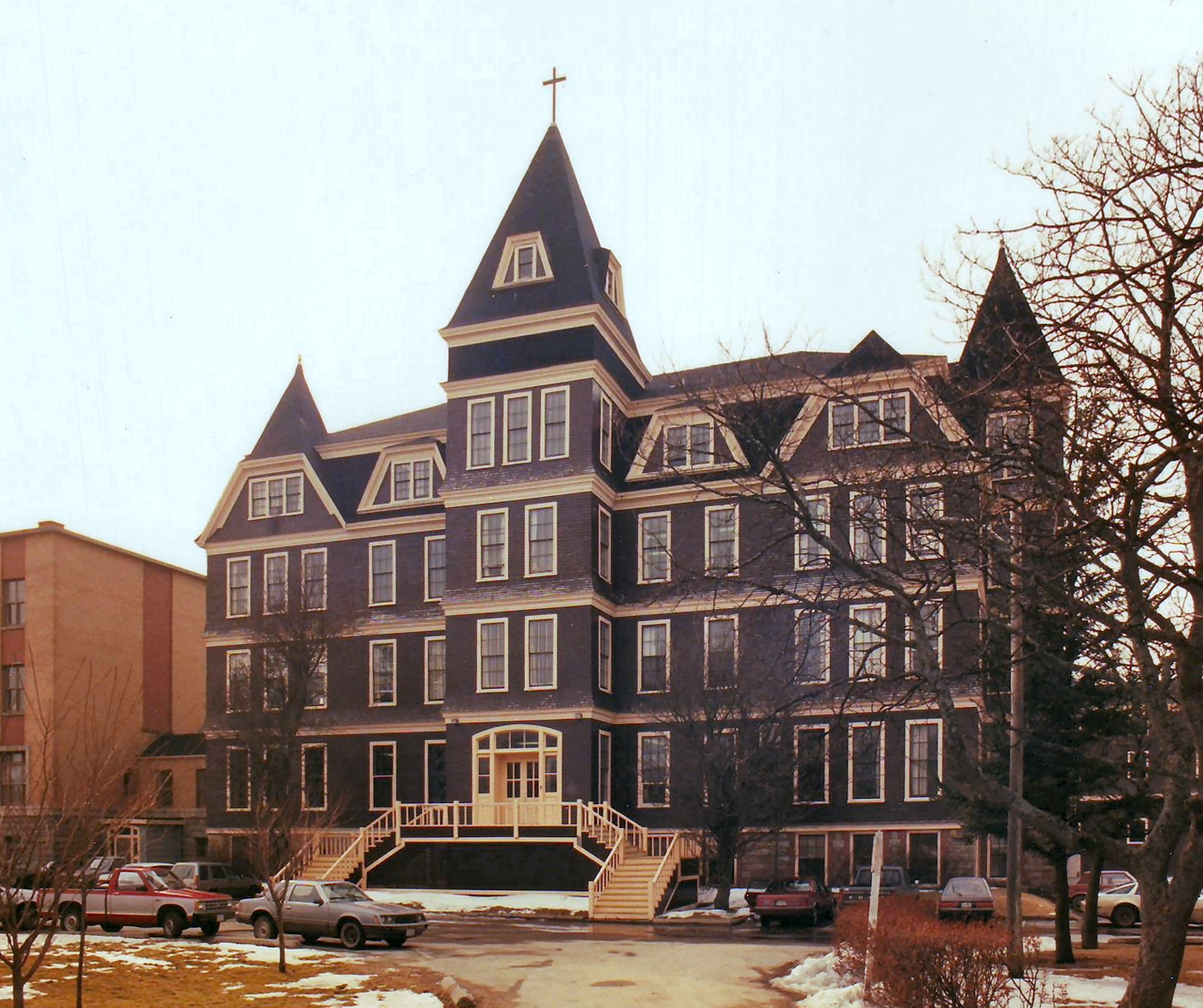
Le pavillon principal de l'université Sainte-Anne.

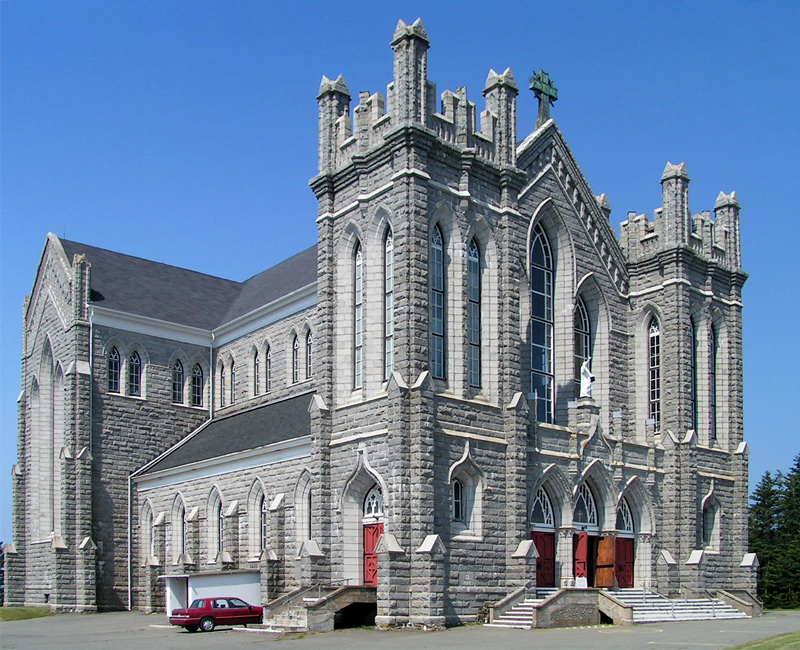
L'église Saint-Bernard.

### Éducation
Le campus principal de l'Université Sainte-Anne se trouve à la Pointe-de-l'Église.

### Médias
Le Courrier de la Nouvelle-Écosse, le principal journal acadien de la province, est publié de façon hebdomadaire à La Butte. D'autres journaux ont été publiés à Clare au cours de l'histoire, tels que L'Écho en 1884, L'Acadie libérale entre 1890 et 1893 puis L'Acadie entre 1900 et 1904. L'Évangéline fut fondé en 1887 à Digby mais ses locaux déplacés à Weymouth en 1899, avant d'être déplacé à nouveau à Moncton, au Nouveau-Brunswick, en 1905. Du côté anglophone, il y a eu le Sissiboo Echo et le Weymouth Free Press.
CIFA FM, la radio communautaire de l'endroit, est la seule station locale de langue française dans la région du sud-ouest.

## Culture

### Personnalités
- Arthur Comeau
- Radio Radio Groupe rap chantant en français, anglais et chiac.
- P'tit Belliveau (musicien)
- Blou Group folk
- Phil Comeau Cinéaste (réalisateur et scénariste de films)